# Fluweelboon

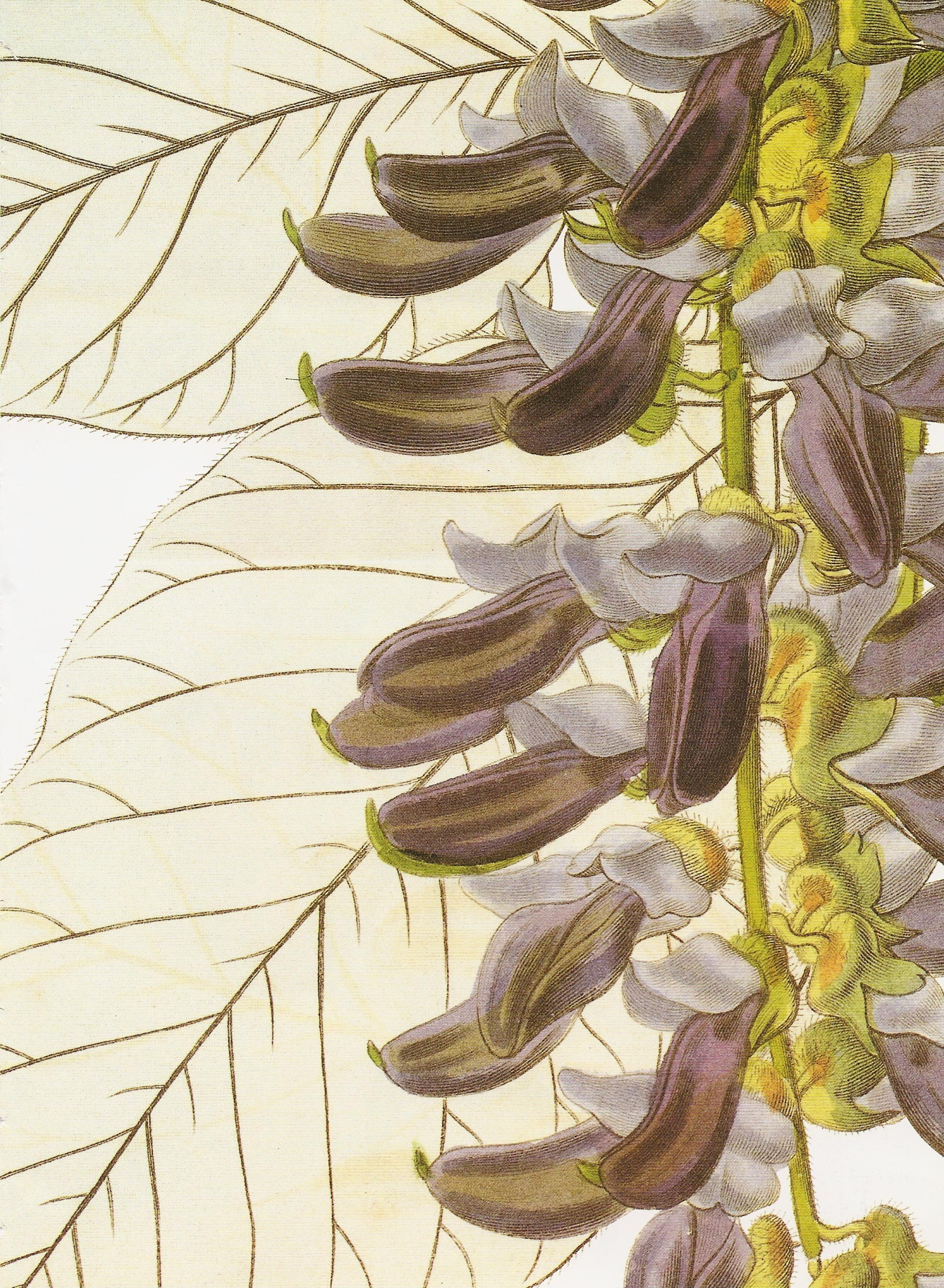

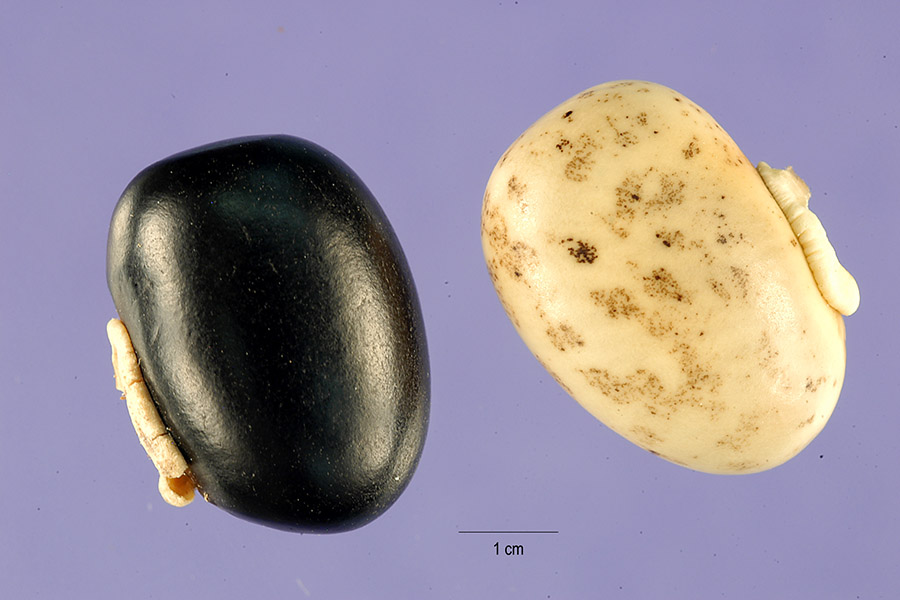
Zaden

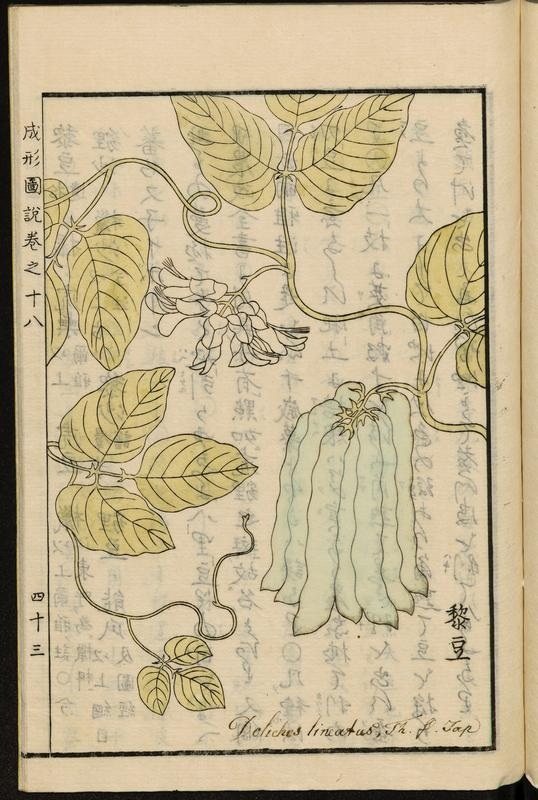
Mucuna pruriens

De fluweelboon (Mucuna pruriens) is een snelgroeiende, peuldragende, tropische klimplant, waarvan de zaden gebruikt worden in de ayurvedische geneeskunst.

## De plant
De plant wordt zo'n 3 meter hoog, met bladeren van ongeveer 45 cm lang, verdeeld in drie eironde, toegespitste blaadjes.
Uit de trossen wit of paarse vlinderbloemen (van ongeveer 5 cm lang) groeien tot 9 cm lange en 2 cm brede grote platte boonachtige peulen. De peulen bevatten drie tot zes zwarte, witte of (geel)bruine zaden van ongeveer 1 cm lang. Sommige peulen zijn bedekt met lange rood oranjeachtig irriterende (borstel)haren. Naast de haren van de peulen zijn de wortel en met name de zaden bruikbaar. Andere peulen zijn bedekt met fluwelen donshaartjes, vandaar de naam fluweelboon.

## Gebruik in de ayurvedische geneeskunde
De Ayurveda adviseert de zaden van de fluweelboon onder meer bij kampavata een aandoening waar onder andere verschillende soorten tremor, rigiditeit en depressie onder worden gerangschikt,

## Gebruik in de moderne alternatieve geneeskunde
In Mucuna pruriens is levodopa aangetroffen in wisselende hoeveelheden. Omdat dit middel in onze tijd de hoeksteen is van de behandeling van de ziekte van Parkinson, wordt mucuna pruriens in kringen met belangstelling voor alternatieve behandelwijzen gepropageerd voor gebruik bij deze ziekte.
Verder wordt het middel gepropageerd als afrodisiacum.
Levodopa wordt, wanneer het door de neuroloog wordt voorgeschreven bij de ziekte van Parkinson standaard gecombineerd met een perifere decarboxylaseremmer om de bijwerkingen te verminderen en het mogelijk te maken dat er voldoende levodopa de hersenen bereikt. Aanhangers van het gebruik van Mucuna pruriens vermoeden dat de plant ook zo’n stof bevat, maar die moet nog worden aangetroffen.
Er is nog geen goed opgezet dubbel blind onderzoek gedaan waarin Mucuna pruriens vergeleken wordt met placebo of andere therapie. Het onderzoek dat dikwijls genoemd wordt, betrof slechts acht personen met de ziekte van Parkinson die naast hun medicatie met telkens een week tussenpoos tweemaal een dosis Mucuna pruriens kregen toegediend en eenmaal levodopa/carbidopa. Hierbij bleek de levodopa-bloedspiegel sneller te stijgen en langzamer te dalen bij toediening van mucuna pruriens dan van levodopa/carbidopa. De parkinsonverschijnselen en de bijwerkingen verschilden niet wezenlijk van elkaar in intensiteit. Dit onderzoek kan dus geen basis zijn voor uitspraken over effectiviteit en veiligheid van het gebruik van mucuna pruriens
Er zijn te weinig gegevens om een uitspraak te kunnen doen over de klinische bruikbaarheid van Mucuna pruriens; niet over het succes en ook niet over de bijwerkingen of de gevaren.
Neurologen waarschuwen dat het onverstandig is om de plant zonder medisch toezicht te gebruiken.

## Toxicologie
De onbewerkte fluweelboon is giftig voor mensen